# Moyen
Moyen ist eine französische Gemeinde mit 522 Einwohnern (Stand: 1. Januar 2022) im Département Meurthe-et-Moselle in der Region Grand Est (vor 2016: Lothringen). Sie gehört zum Arrondissement Lunéville und zum Kanton Lunéville-2.

## Geografie
Moyen liegt etwa 13 Kilometer südsüdöstlich von Lunéville am Fluss Mortagne. Nachbargemeinden von Moyen sind Fraimbois im Nordwesten und Norden, Vathiménil im Norden und Nordosten, Flin im Nordosten und Osten, Fontenoy-la-Joûte im Südosten, Domptail und Magnières im Süden, Vallois im Südwesten sowie Gerbéviller im Westen.

## Bevölkerungsentwicklung
| Jahr                       | 1962 | 1968 | 1975 | 1982 | 1990 | 1999 | 2006 | 2019 |
| Einwohner                  | 583  | 525  | 508  | 506  | 550  | 502  | 530  | 539  |
| Quellen: Cassini und INSEE |      |      |      |      |      |      |      |      |

## Sehenswürdigkeiten
- Kirche Saint-Martin aus dem 14. Jahrhundert
- Ruine der Burg Moyen aus dem 15./16. Jahrhundert, Monument historique, als Burg bereits im 12. Jahrhundert erwähnt

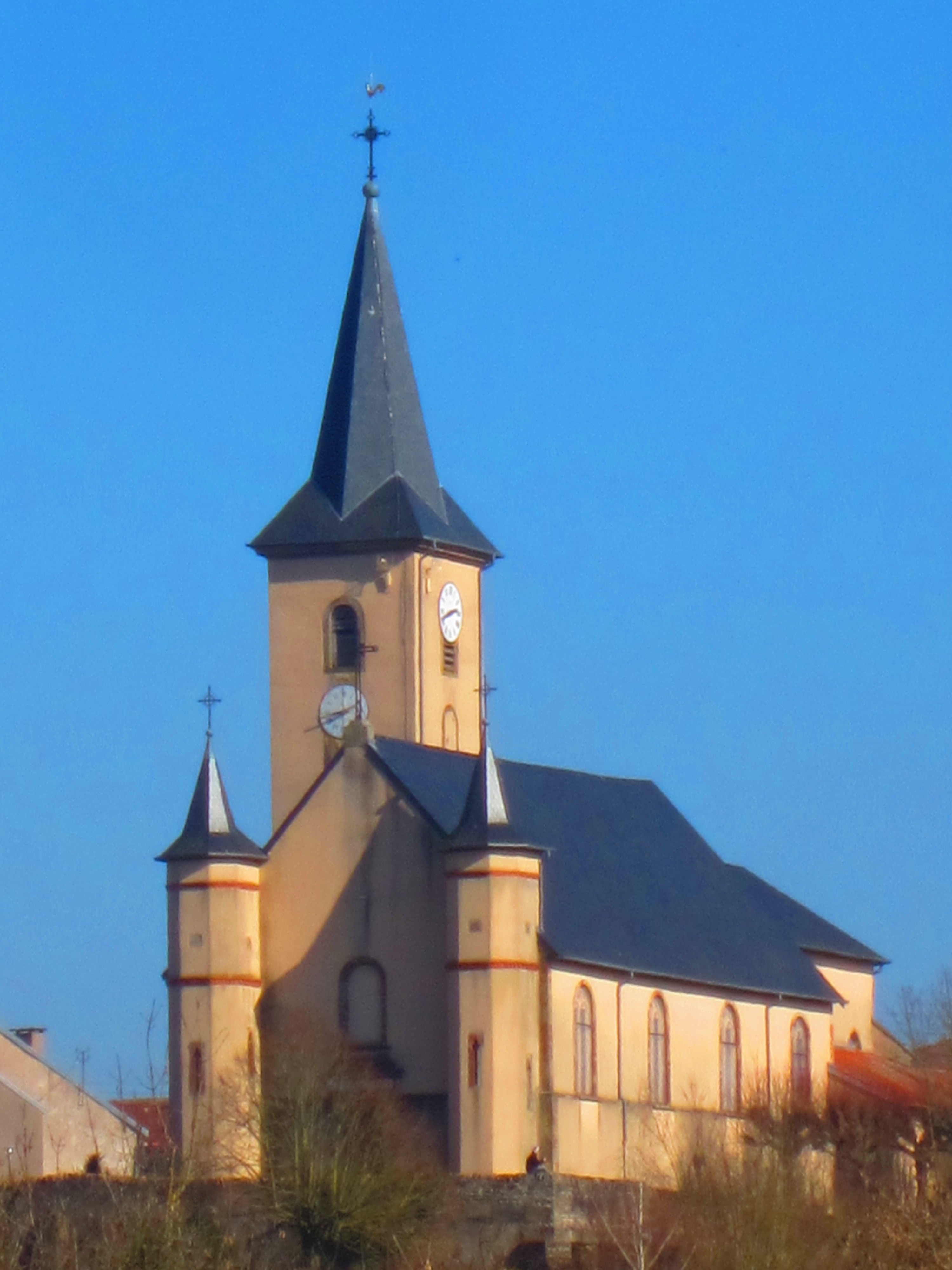
Kirche Saint-Martin

- Mühle
- mittelalterliche Brücke
- Fayencerie Chambrette